# Argyrographa moderata
Argyrographa moderata är en fjärilsart som beskrevs av Walker 1862. Argyrographa moderata ingår i släktet Argyrographa och familjen mätare. Inga underarter finns listade i Catalogue of Life.